# 11678 Brevard
11678 Brevard (1998 DT10) là một tiểu hành tinh vành đai chính được phát hiện ngày 25 tháng 2 năm 1998 bởi I. P. Griffin ở Cocoa.